# Anthurium ancuashii
Anthurium ancuashii Croat & Carlsen, 2004 è una pianta della famiglia delle Aracee, endemica del Perù.